# Ramyeon
I ramyeon (라면?, ramyŏnMR; anche "ramyun") sono i noodle istantanei sudcoreani. Prodotti a partire dal 1963, nel periodo di scarsità di cibo causato dalla Guerra di Corea, sono diventati in poco tempo il secondo alimento di base della Corea accanto al riso.

## Nome
La grafia in alfabeto latino raccomandata dall'Istituto nazionale per la lingua coreana è "ramyeon", ma nella pratica varia in base al produttore: Nongshim usa "ramyun", mentre "ramen" appare sulle confezioni destinate all'esportazione delle aziende Ottogi e Samyang. La parola stessa è un prestito linguistico dal giapponese "ramen" (con una modifica alla pronuncia della seconda sillaba, da men a myeon), ma si riferisce esclusivamente ai noodle istantanei industriali e non alla pasta lunga fresca servita nei ristoranti.

## Storia
I ramyeon furono inventati dall'imprenditore sudcoreano Jeon Jung-yung come pasto economico e rapido da preparare nei tempi di difficoltà immediatamente successivi alla Guerra di Corea, prendendo come esempio i ramen giapponesi che avevano cominciato ad essere prodotti industrialmente nel 1958. I primi ramyeon vennero lanciati in Corea del Sud nel settembre 1963 dal Samyang Group grazie alla collaborazione con Myosei Food, un produttore giapponese di noodle istantanei. Altre compagnie entrarono nel mercato dei ramyeon negli anni successivi: Nongshim nel 1965, Paldo nel 1983 e Ottogi nel 1987. Nel 1989 Nongshim ne diventò il principale produttore quando Samyang Foods fu colpita dall'accusa (che in un secondo momento si rivelò falsa) di usare sego industriale e non vero manzo nella propria ricetta. Negli anni Novanta il valore di mercato dei ramyeon era ormai superiore al miliardo di won.
In Corea del Nord i ramyeon arrivarono negli anni Settanta, quando una fabbrica di lavorazione della farina a Pyongyang iniziò a produrli e a distribuirli in un numero limitato di regioni. La produzione su larga scala cominciò negli anni Duemila.

## Caratteristiche e preparazione

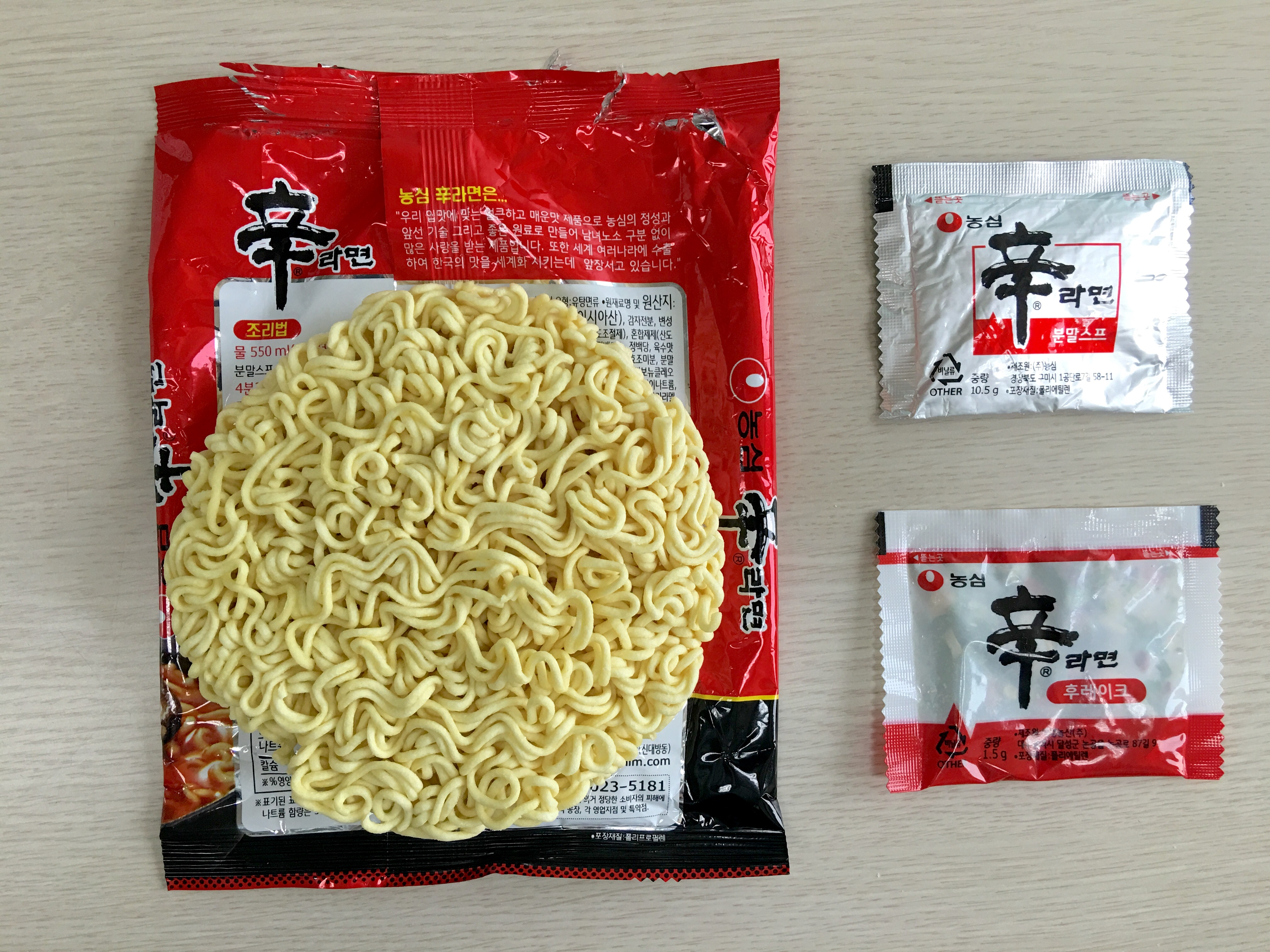
Contenuto di una confezione di ramyeon.

Una confezione standard di ramyeon contiene una mattonella di noodle arricciati essiccati, verdure liofilizzate e una bustina di brodo in polvere (solitamente piccante), che vengono consumati dopo essere stati reidratati nell'acqua bollente. Sollevarli saltuariamente dall'acqua e soffiarci sopra fa sì che mantengano la consistenza senza scuocere.
I ramyeon vengono a volte guarniti con scalogno e cipolla tritati, mentre formaggio e uova vengono usati per smorzare il sapore dei noodle piccanti, così come tteok, eomuk e mandu. L'aggiunta di carne e riso li rende invece un pasto più nutriente e completo. Spesso, i noodle vengono mangiati per primi e il brodo per secondo insieme a riso al vapore o gimbap, mentre i bambini hanno l'abitudine di consumare i ramyeon così come sono, ancora secchi e cosparsi con il brodo in polvere, come se fossero delle patatine.
I ramyeon vengono serviti anche in alcune tavole calde sudcoreane, ma si tratta comunque del prodotto confezionato e non di un piatto preparato fresco.

### Ricette con i ramyeon

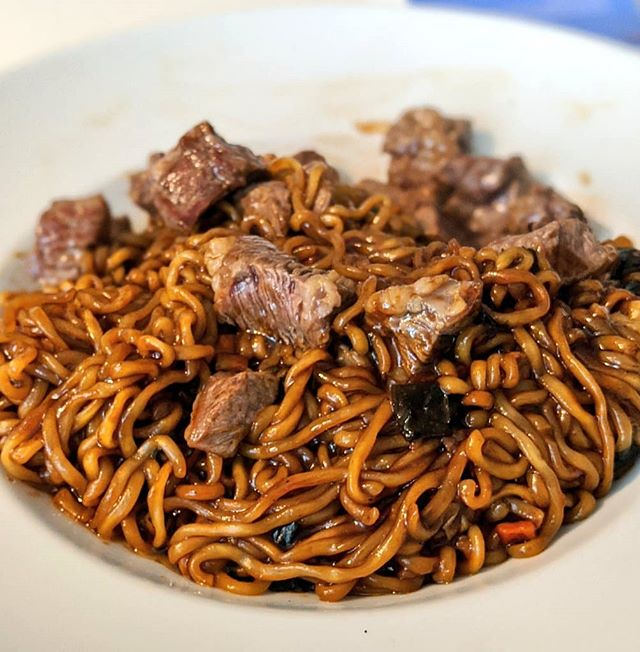
Jjapaguri.

Il Jjapaguri o Chapaguri (짜파구리?) è un piatto che unisce due diverse marche di ramyeon prodotte da Nongshim, i Chapaghetti (jjajangmyeon confezionati) e i Neoguri, che hanno invece un sapore piccante. Ha guadagnato popolarità in Corea del Sud nel 2013 grazie al reality show Appa! Eodiga?; nel film Parasite (2019) ha assunto il nome di "ram-don", parola macedonia nata dall'unione di "ramen" e "udon".
Boy scout, alpinisti e appassionati di attività all'aria aperta si servono spesso del brodo in polvere dei ramyeon per migliorare il sapore di altre pietanze a base di zuppa.

## Ramyeon nella società
I ramyeon sono considerati un cibo per persone povere, incapaci di cucinare o troppo impegnate per farlo: l'associazione con la povertà e la convenienza si è creata negli anni Sessanta e Settanta quando il governo sudcoreano ha promosso attivamente il consumo della farina di frumento che gli Stati Uniti inviavano come sostegno alimentare. Ciononostante non sono appannaggio di un'unica classe sociale, ma vengono consumati da chiunque indipendentemente dallo status socioeconomico, ed esistono leggende metropolitane su come ricchi e poveri abbiano stretto amicizia davanti a una ciotola di ramyeon.
Secondo i dati raccolti dalla World Instant Noodles Association, nel 2021 la Corea del Sud era il secondo Paese al mondo per consumo di noodle istantanei dopo il Vietnam, con 73 confezioni pro capite all'anno. Grazie alla crescita della popolarità della cultura coreana nel mondo, nel 2022 sono stati esportati ramyeon per 2,1 bilioni di won, superando per la prima volta la soglia dei 2 bilioni, mentre le vendite interne si sono attestate sui 2,4 bilioni di won. Il professor Han Kyung-koo ha teorizzato che nella società sudcoreana stia avvenendo una "ramyeonizzazione", che si compone di tre concetti fondamentali: l'aumento del numero di cibi confezionati che possono essere consumati previa aggiunta di acqua bollente; la proliferazione della zuppa di ramyeon calda e piccante nella cucina coreana; l'individualizzazione e la frammentazione dei pasti.
Nel linguaggio corrente, proporre a qualcuno di mangiare del ramyeon a casa propria è un invito a sfondo sessuale. Il doppio senso è stato usato per la prima volta nel film del 2001 Bomnar-eun ganda.

## Ramyeon e salute
Un elevato numero di nutrizionisti sostiene che una dieta troppo dipendente dai ramyeon possa causare malnutrizione. Le critiche sono dirette, in particolare, all'elevato contenuto di sodio, alla bassa qualità dell'olio di palma o della sugna di manzo in cui vengono fritti i noodle, e all'uso eccessivo di aromi artificiali, glutammato monosodico e peperoncini piccanti. Ai ramyeon viene anche attribuita l'insorgenza di disturbi dermatologici (come visi gonfi, acne ed eruzioni cutanee) e di obesità per il loro uso di grassi trans e altri additivi. Secondo uno studio condotto sui dati raccolti dalla Korea National Health and Nutrition Examination Survey, dal 2013 al 2017 il ramyeon è stato la principale fonte di sodio per la popolazione sudcoreana tra 10 e 29 anni.